# Óscar Chiaramello
Óscar Alberto Chiaramello Degiovanni (Freyre, 26 agosto 1972) è un ex cestista argentino con cittadinanza italiana.

## Carriera
Dopo aver militato nei primi anni della sua carriera nel campionato argentino, con il Club Gimnasia y Esgrima Comodoro Rivadavia, e portoricano, con i Capitanes de Arecibo, nella stagione 1999-2000 approda in Italia alla Cestistica San Severo, con la quale disputa due stagioni nel campionato di Serie B2.
Nella stagione 2003-2004 approda alla Sutor Montegranaro in Serie B e diventa decisivo per la conquista della Legadue. L'anno seguente la neopromossa Sutor è la rivelazione del campionato, tanto da riuscire ad arrivare in finale come neopromossa e giocarsi l'accesso in Serie A contro la Virtus Bologna dalla quale viene però sconfitta 3-0. In questa stagione Chiaramello diviene protagonista con 12,2 punti e 7,2 rimbalzi per partita. Nel 2005-2006, nonostante tanti infortuni la perseguitino fino a marzo, la Sutor chiude la regular season al settimo posto: durante i play-off, però, con il roster al completo, i gialloblù battono nell'ordine (sempre col fattore campo a sfavore) la Coopsette Rimini, la Juvecaserta e la Nuova Sebastiani Rieti raggiungendo così la promozione in Serie A il 4 giugno 2006. Chiaramello, capitano, gioca un ruolo decisivo grazie ai suoi 8,9 punti e 6,5 rimbalzi per partita.
Chiaramello tuttavia non fa parte della rosa della prima storica annata dei marchigiani nella massima serie, prosegue infatti la sua carriera tornando a calcare i parquet di Serie B con l'ingaggio da parte di Pistoia. Nel primo dei suoi due anni in Toscana, i biancorossi centrano la promozione in Legadue, mentre il secondo anno raggiungono i play-off mentre l'apporto stagionale di Chiaramello è pari a 5,2 punti e 5,1 rimbalzi in 24,3 minuti di media.
In vista della stagione 2008-2009 fa ritorno alla Sutor Montegranaro, dove riveste nuovamente anche il ruolo di capitano. Chiaramello esordisce così in Serie A all'età di 36 anni. In 30 presenze totalizza 2,4 punti e 2,6 rimbalzi negli 11,9 minuti a gara in cui viene utilizzato dal tecnico Alessandro Finelli. La squadra termina l'annata con il raggiungimento della salvezza.
Nell'estate del 2009 viene ingaggiato dal Basket Recanati, formazione di B Dilettanti. Nel 2011 passa alla Stamura Ancona, ma nel gennaio 2013, all'età di 40 anni, decide di lasciare la pallacanestro giocata. Il ritiro sarebbe dovuto avvenire a fine stagione, ma la difficile situazione economica del club biancoverde ha accelerato i tempi.

## Palmarès
- Serie B1 (2007)